# Cantó de Jigun
Jigun és un cantó del departament francès del Gers amb les següents comunes:
- Antràs
- Biran
- Castilhon de Massàs
- Jigun
- Lavardens
- Merens
- Ordan e la Ròca
- Peirussa de Massàs
- Ròcahòrt (Gers)
- Sent Lari (Gers)

## Història
| Data d'elecció                           | Identitat       | Partit | Qualitat |
| ---------------------------------------- | --------------- | ------ | -------- |
| 1955-1998                                | Henri Soumadieu | UDF    |          |
| 1998-                                    | Michel Barthe   | UMP    |          |
| les dades anteriors no són pas conegudes |                 |        |          |
|                                          |                 |        |          |

## Demografia
| 1962  | 1968  | 1975  | 1982  | 1990  | 1999  | 2006  |
| ----- | ----- | ----- | ----- | ----- | ----- | ----- |
| 2.889 | 3.152 | 2.790 | 2.983 | 3.166 | 3.285 | 3.625 |